# Infantinnan Margarita Teresa i blå klänning
Infantinnan Margarita Teresa i blå klänning är en porträttmålning av den spanske barockkonstnären Diego Velázquez. Den utfördes med oljefärg på duk 1659 och ingår i samlingarna på Kunsthistorisches Museum i Wien.
Infantinnan Margarita Teresa var dotter till Filip IV av Spanien och dennes systerdotter och hustru Maria Anna av Österrike. Margarita Teresa gifte sig 1666 med sin morbror, den tysk-romerske kejsaren Leopold I. Velázquez porträtt utfördes när Margarita Teresa var åtta år, år 1659, i samband med förlovningen med Leopold. 
Velázquez var den ledande konstnären vid Filip IV:s hov. Han lyckades behålla sin roll som hovmålare i nästan 40 år och fram till sin död. Denna målning är ett sent verk av konstnären som avled året efter. Han hade uppdraget att regelbundet måla porträtt av prinsessan – porträtt som sändes till hovet i Wien för att de skulle kunna följa hennes uppväxt. På Kunsthistorisches Museum i Wien finns ytterligare två sådana porträtt av Margarita Teresa som skickades från hovet i Madrid: Infantinnan Margarita Teresa i rosa klänning (1654) och Infantinnan Margarita Teresa i vit klänning (1656). Ett annat sådant porträtt är Infantinnan Margarita Teresa (dateras till mellan 1661–1665) som tidigare tillskrevs Velázquez men som idag attribueras till Juan Bautista Martínez del Mazo som var Velázquez svärson och efterträdare som hovmålare i Madrid. Målningen finns i två versioner, den ena är utställd på Kunsthistorisches Museum och den andra på Pradomuseet. Martínez del Mazo är även känd för Margarita Teresa av Spanien i sorgklänning (1665–1666).  
Velázquez avbildade även Margarita Teresa i sin mest berömda målning Hovdamerna (1656). Den charmerande centralgestalten i Hovdamerna framstår i Infantinnan Margarita Teresa i blå klänning som fjär och inspärrad i sin formella hovklänning.  

## Velázquez porträtt av Maria Teresa

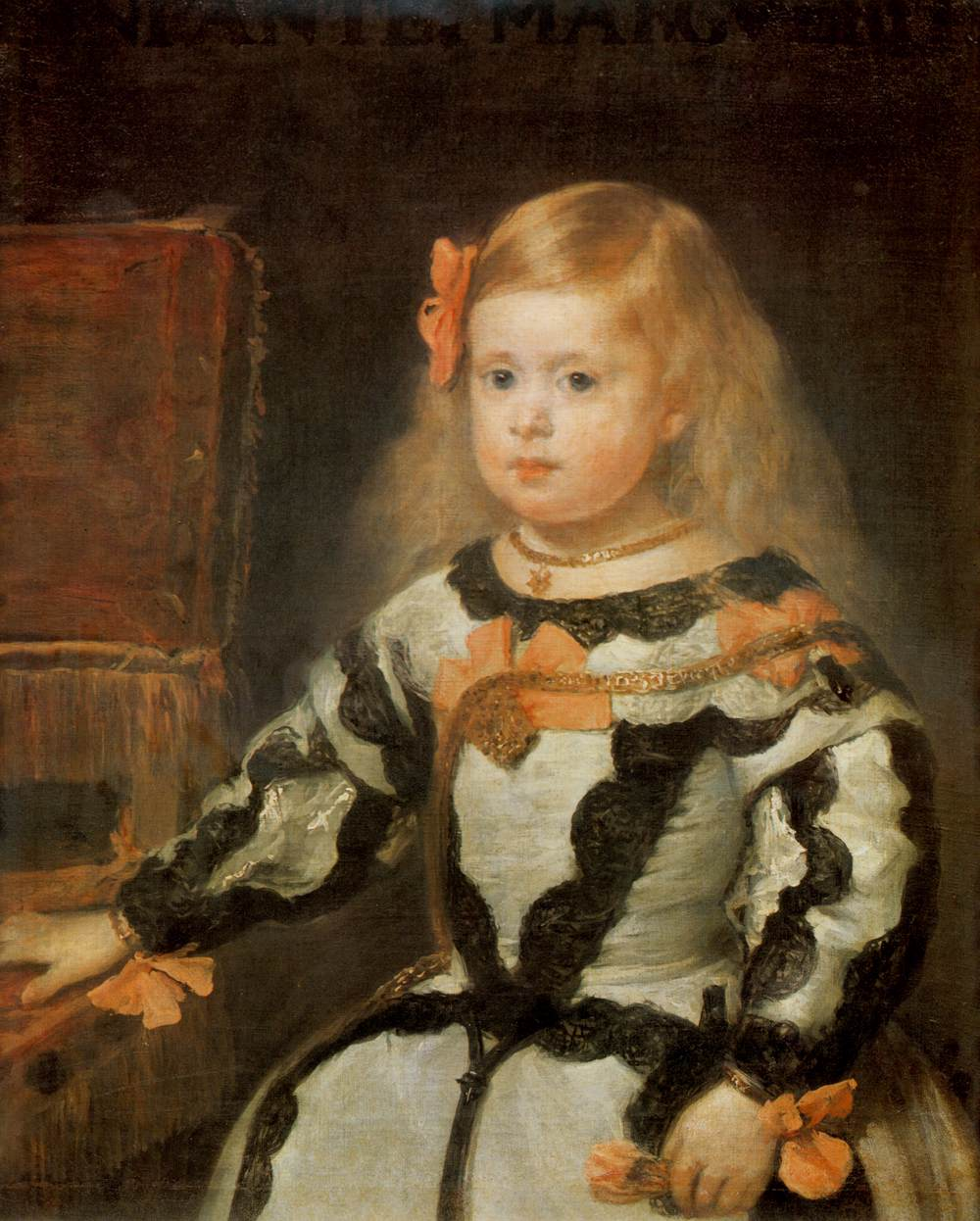
Porträtt av infantinnan Margarita Teresa (1654), Louvren.
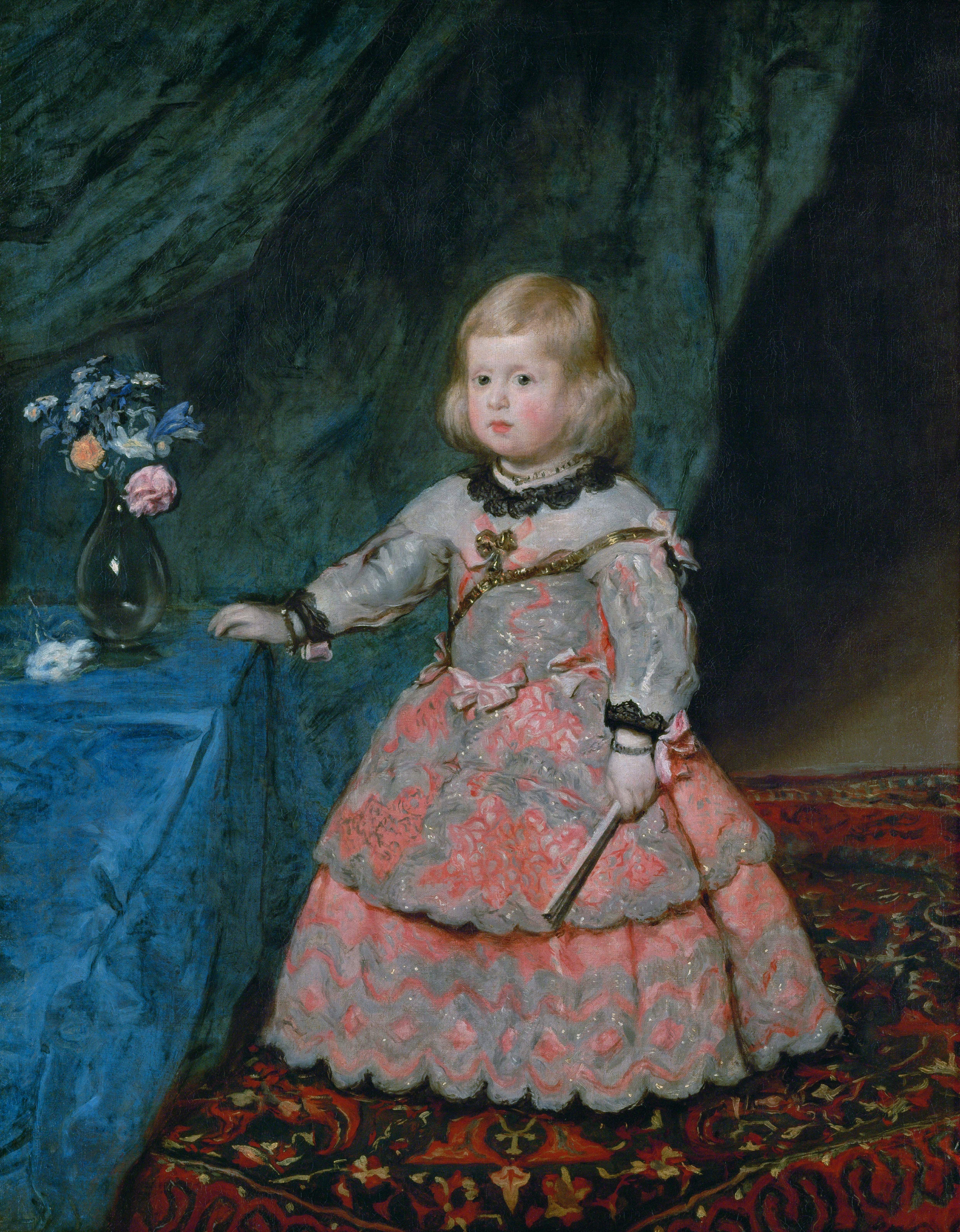
Infantinnan Margarita Teresa i rosa klänning (1654), Kunsthistorisches Museum.
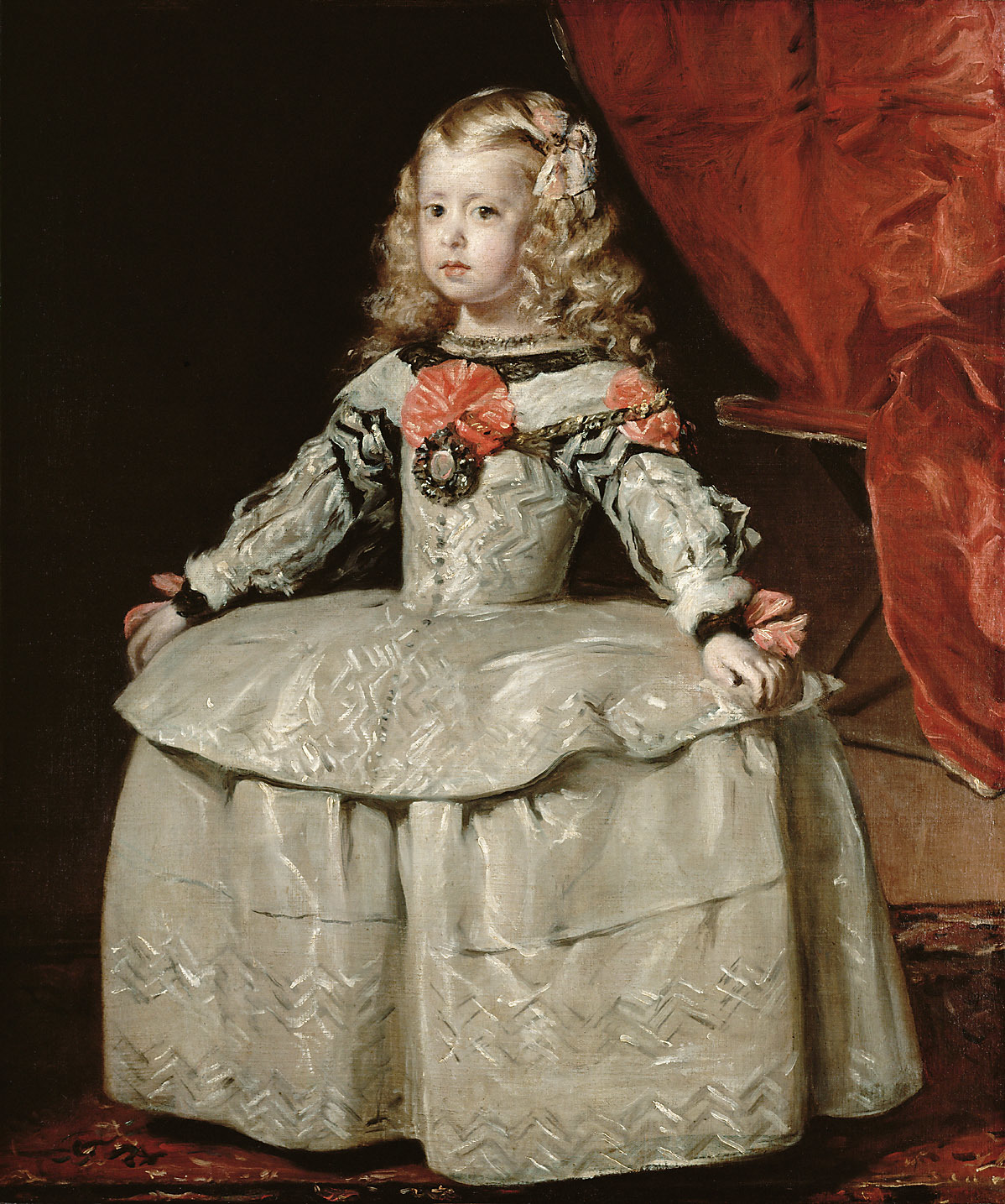
Infantinnan Margarita Teresa i vit klänning (1656), Kunsthistorisches Museum.
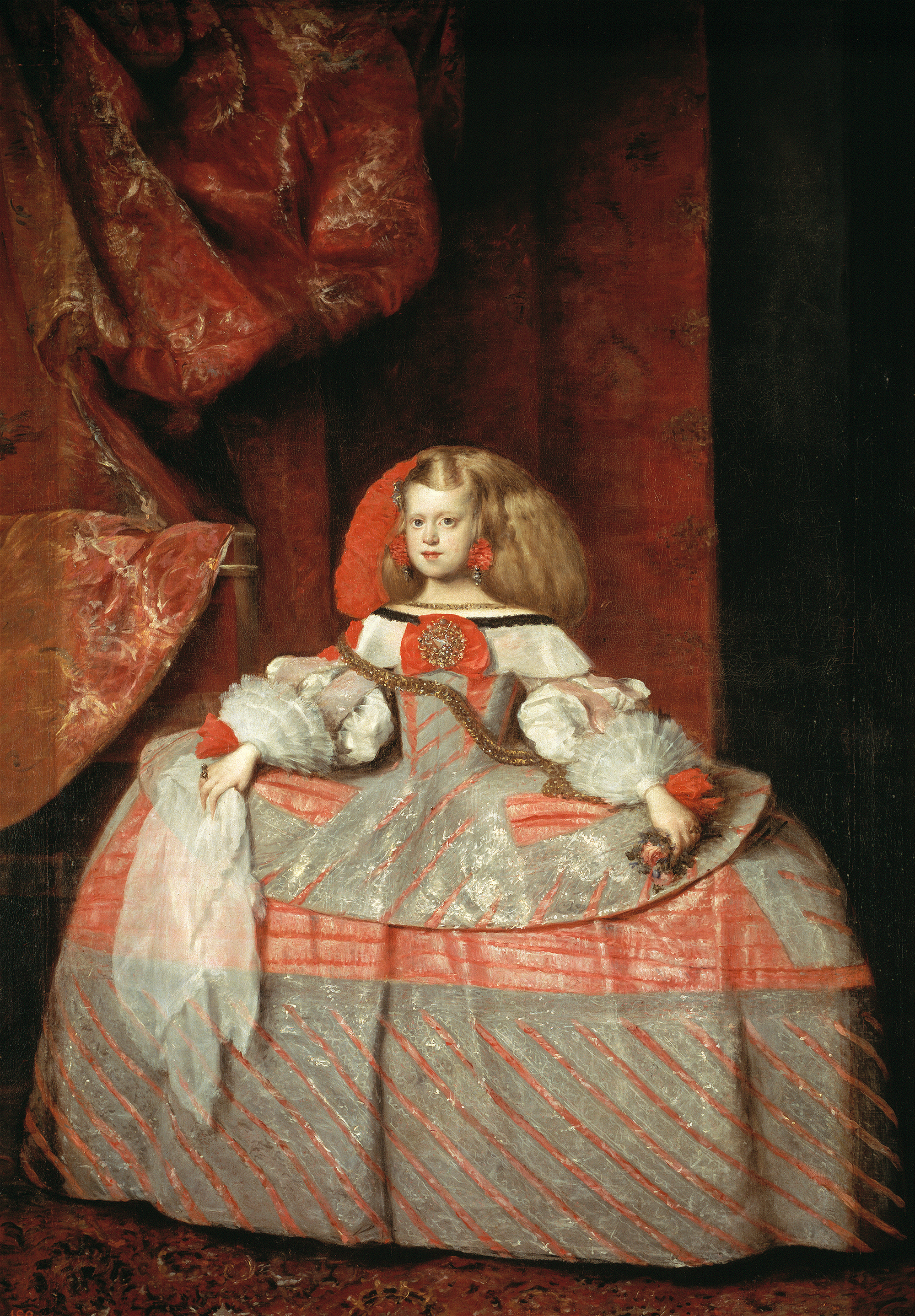
Infantinnan Margarita Teresa (cirka 1665), Pradomuseet. Målningen tillskrevs tidigare Velázquez men senare analyser pekar på att det är Juan Bautista Martínez del Mazo som är verkets upphovsman.